# Последње лето детињства
„Последње лето детињства” је југословенска телевизијска серија снимљена 1987. године у продукцији ТВ Нови Сад.

## Улоге
| Глумац               | Улога |
| -------------------- | ----- |
| Мелита Бихали        |       |
| Стеван Гардиновачки  |       |
| Гордана Каменаровић  |       |
| Тома Курузовић       |       |
| Мирјана Гардиновачки |       |
| Ратко Радивојевић    |       |
| Стеван Шалајић       |       |
| Зијах Соколовић      |       |
| Рената Улмански      |       |

Комплетна ТВ екипа ▼
| Редитељ    | Борислав Гвојић |
| Сценариста | Раде Обреновић  |